# ترولز (فلم)
ترولز أو (بالإنجليزية: Trolls) هو فيلم رسوم متحركة غنائي كوميدي درامي أمريكي محرك حاسوبيًا، من إنتاج ستوديوهات دريم ووركس للرسوم المتحركة وتوزيع شركة تونتيث سينتشوري فوكس في الولايات المتحدة الأمريكية. ترتيبه الثالث والثلاثون ضمن أفلام شركة دريم ووركس المتحركة. بتكلفة قدرها 125 مليون دولار وربح وصل قدره 339.5 مليون دولار.
أخرج الفيلم على يد المخرج مايك ميتشيل وبمساعدة إخراجية من المخرج والت دوهرن، من كتابة جوناثين أبيل وغلين برغر. بني الفيلم على قصة أطفال لإيركا رفنوجا، وترشح الفيلم للعديد من الجوائز تضمنت ترشيحًا لجائزة أوسكار عن أفضل أغنية أصلية.
يحكي الفيلم قصة الترولز، كائنات السعادة والتي تحيا عمرها في النشوة والرقص والغناء في مدينة مختبئة ومخفية بعيدًا عن الأعين، وما يحدث لهم من مشاكل وصعاب يقاسوها عقب أكتشاف البرغنز كائنات لا تعرف السعادة، على قريتهم بعد أدراكهم أنهم يكمنهم عيش لحظة من السعادة ما أن يأكلوا أحد الترولز.
صدر الفيلم لأول مرة في الثالث والثلاثين من أكتوبر عام 2016، ضمن مهرجان أفلامٍ بريطاني بلندن، ليعرض رسميًا في صالات العرض بداية من 4 نوفمبر عام 2016 في الولايات المتحدة من توزيع شركة تونتيث سينتشوري فوكس، وفي الوطن العربي بداية من الثاني من نوفمبر 2016 ب مصر بالترجمة العربية.

## بطولة
الفيلم من بطولة:
- آنا كيندريك - الأميرة بوبي
- جستين تيمبرلك - برانش
- زوي ديشانيل - بريدجيت
- كريستوفر مينتز-بلاز - الملك غريسل
- كريستين بارانسكي - شيف
- راسل براند - كريك
- غوين ستيفاني - DJ سوكي
- جون كليز - الملك غرسل الأب
- جيفري تامبور - الملك بيبي
- رون فانشز - كوبر

## الجوائز
| الجائزة             | تاريخ التسلم    | القسم                                 | مستلمة عن                                        | الحالة | مراجع                   |
| ------------------- | --------------- | ------------------------------------- | ------------------------------------------------ | ------ | ----------------------- |
| جائزة الأوسكار      | 26 فبراير، 2017 | جائزة الأوسكار لأفضل أغنية أصلية      | "هذا شعوري" - ماكس مارتن وتشل باك وجستين تيمبرلك | رُشِّح    | [ 5 ] [ 6 ] [ 7 ] [ 8 ] |
| جائزة آني           | 4 فبراير، 2017  | أفضل تصميم شخصيات في فيلم رسوم متحركة | تم لامب وكريج كلمان                              | رُشِّح    | [ 9 ]                   |
| جائزة آني           | 4 فبراير، 2017  | أفضل إنتاج تصاميم في فيلم رسوم متحركة | كندل كرونختي وتم لامب                            | رُشِّح    | [ 9 ]                   |
| جائزة آني           | 4 فبراير، 2017  | أفضل لوحة قصص في فيلم رسوم متحركة     | كلاري موريسي                                     | رُشِّح    | [ 9 ]                   |
| جائزة آني           | 4 فبراير، 2017  | أفضل أداء صوتي في فيلم رسوم متحركة    | زوي ديشانيل                                      | رُشِّح    | [ 9 ]                   |
| جائزة أختيار النقاد | 11 ديسمبر، 2016 | أفضل فيلم رسوم متحركة                 | ترولز (فيلم)                                     | رُشِّح    | [ 10 ]                  |
| جائزة أختيار النقاد | 11 ديسمبر، 2016 | أفضل أغنية أصلية                      | "هذا شعوري" - ماكس مارتن وتشل باك وجستين تيمبرلك | رُشِّح    | [ 10 ]                  |
| جائزة الجولدن جلوب  | 8 يناير، 2017   | أفضل أغنية أصلية                      | "هذا شعوري" - ماكس مارتن وتشل باك وجستين تيمبرلك | رُشِّح    | [ 11 ] [ 12 ]           |

## النسخة العربية
صدرت النسخة العربية المعربة صوتيًا لأول مرة في إصدار مبكر في بدايات فبراير، 2017 على متجر آي تيونز الإلكتروني مع قابلية للشراء فقط بدون إيجار، صدر في أصدار نهائي مع قابلية الإيجار في 15 فبراير، 2017.
تم كتابة النص العربي على يد كل من الكاتبين ومعدين النص والشاعرين عمرو حسني وبهاء جاهين، حيث أختير الكاتب والشاعر بهاء جاهين ليتم الفيلم وحده في باديء الأمر ونظرًا لاعتذاره أثناء مرحلة الكتابة عن أكمال العمل لظروفٍ صحية، تم أختيار عمرو حسني ليتم العمل من بعده على الفيلم. تم الإخراج الحواري على يد المخرج الشاب وليد حماد، والأخراج الغنائي على يد المخرج ناير ناجي.
أدى زياد الشريف مؤدي دور برانش عدة أدوار سابقًا تضمنت شاروكا من مسلسل إلينا من آفالور، الصوت الرسمي لميكي ماوس، حازوقة من فيلم دريم ووركس كيف تروض تنينك، أغنية البداية من سلاحف النينجا، الكورال الغنائي الأول لمقدمة إلينا من آفالور والعديد من الأدوار الأخرى. أدت إيضًا نهى قيس مجموعة أصوات مختلفة سابقًا تضمنت الصوت الرسمي لميني ماوس، شانتي من النسخة العربية الفصحى لكتاب الأدغال، أليس من النسخة العربية الفصحى لأليس في بلاد العجائب وسنو وايت من النسخة العربية لسنو وايت والأقزام السبعة. قامت نهى فكري سبقًا بإداء عدة أدوار تضمنت الغناء المنفرد لبعض أغاني سلسلة تنة ورنة، وأدى عمر جاهين قبلًا الصوت الرسمي العربي لرغبي من مسلسل العرض العادي.
تم إتمام عملية المزج الفني في ستوديوهات ديلكس ميديا، وتمت أعمال التعريب الصوتي بستوديوهات مصرية ميديا،  مصر.

### الأداء الصوتي
- نهى قيس - الأميرة بوبي، بوبي الصغيرة
- زياد الشريف - برانش
- محمد عامر - برانش الصغير
- نهى فكري - بريدجيت
- عمر جاهين - الملك غرسل
- هنادي عبد الخالق - شيف
- إسلام صلاح - كريك
- سيلفيا سامي - DJ سوكي
- سمير فهمي - الملك غريسل الأب
- مصطفى البراء - بيغي
- محمد الشرشابي - الملك بيبي
- وائل شاهين - كوبر
- آية حمزة - ساتين
- مروة فرج - شنيل
- علاء خالد - الرجل الماسي
- جيسكا كلش - هاربر، جدة برانش، ماندي الغبار البراق
- إبراهيم غريب - سميدج
- أحمد مبارك - بيبلي، حارس البرغن، تود، داريوس
- طارق عبيد - رجل السحابة
- حازم صلاح - البرغنس، الترولز
- عمر أشرف
- محمد أشرف
- لمياء سليمان
- إياد وليد
- إلهامي أمين
- مروان عبد المنعم
- ناير ناجي
- حلا صبري
- لمى صبري
- شروق الشريف

## الإصدار
صدر الفيلم للمرة الأولى ضمن مهرجان لندن البريطاني للأفلام، في أكتوبر الثامن، 2016. صدر الفيلم سينيمائيًا في الرابع من نوفمبر، 2016 في سينيمات الولايات المتحدة الأمريكية من توزيع تونتيث سينتشوري فوكس.

## معلومات إضافية
- بني الفيلم على سلسلة دمى مشهورة تحمل الاسم ترول، أي نفس اسم الفيلم. ظهرت تلك الدمى إيضًا في سلسلة حكاية لعبة.[14]
- هذا ثاني فيلم يستضيف سلسلة الترولز في فيلم رسوم متحركة في دور بطولي.
- هذا رابع أفلام دريم ووركس ليكون من بطولة -أو بطولة مشتركة- أنثوية.
- هذا ثاني أفلام دريم ووركس نسمع فيه جستين تيمبرلك، من بعد شريك الثالث.
- هذا ثالث فيلم غنائي يقدم لنا من ستوديوهات دريم ووركس من وسط الثلاث وثلاثين فيلمًا الذي أصدروهم.